# 新寨乡 (印江土家族苗族自治县)
新寨乡，是中国贵州省铜仁地区印江土家族苗族自治县下辖的一个乡镇级行政单位。

## 行政区划
新寨乡共辖以下地区：
新寨村、团山村、善都村、干家村、茶园村、雁水村、卷子村、新坪村、撕栗村、后坝村、大云村、小云村、上槽村、小泽村、黔溪村、凯望村、龙塘村、泗塘村、凤和村、高峰村、乐洋村、板山村、陈家村、晋家村、旦坡村、龙井村。